# 1992 год в истории метрополитена
В этой статье перечисляются основные  события из истории метрополитенов в 1992 году. Полужирным шрифтом выделены открытия новых транспортных систем.

## События
- 2 апреля — открыты станции Новосибирского метрополитена «Гагаринская» и «Заельцовская».
- 1 июля — переименованы станции Петербургского метрополитена: «Комсомольская» (Кировско-Выборгская линия) в «Девяткино», «Площадь Мира» (Московско-Петроградская линия) в «Сенную площадь», «Красногвардейская» (Правобережная линия) в «Новочеркасскую».
- 11 декабря открыт участок Линии D Лионского метрополитена от станции Гранж Бланш до станции Гар де Венисьё.
- 22 декабря — открыта станция Екатеринбургского метрополитена «Уральская».
- 30 декабря — открыт третий участок Сырецко-Печерской линии Киевского метрополитена длиной 4,2 км с двумя станциями: «Славутич» и «Осокорки».
- 31 декабря — открыта 149-я станция Московского метрополитена «Бибирево».
- 31 декабря — открыта станция Самарского метрополитена «Советская».
- Начато строительство Челябинского метрополитена.
- Начата пассажирская эксплуатация вагонов 81-718/719 в Харькове.

## Происшествия
| Дата       | Метро                   | Погибли | Пострадали | Описание                         |
| ---------- | ----------------------- | ------- | ---------- | -------------------------------- |
| 28 февраля | Лондонский метрополитен | 0       | 29         | Теракт на станции «Лондон Бридж» |
| 9 декабря  | Лондонский метрополитен | 0       | 0          | Теракт на станции «Вудсиди Парк» |